# 구 인천 일본 18은행 지점
구인천일본18은행지점(舊仁川日本一八銀行支店)은 인천광역시 중구 중앙동에 있는 1890년 10월에 개점하였던 일본 은행이며 인천광역시의 유형문화재 제50호이다. 현재 인천개항장 근대건축전시관으로 사용되고 있다.

## 역사
서양식 건축 기법과 일본식 기와 및 모임지붕의 건축물로 1890년에 일본 제18은행 인천지점으로 건립되어 같은 해 10월에 개점하였다. 면직물 중개무역으로 돈을 벌어들인 일본 상인들이 인천에 많이 정착하자 인천지점을 개설하게 되었다.
해방 후 1954년에는 한국흥업은행이 쓰다가 1992년에는 카페로 사용되기도 했다. 2006년에 리모델링을 거쳐 ‘인천개항장 근대건축전시관’으로 사용되고 있다. 전시관은 인천 주요 근대건축물 모형과 영상 자료 등을 소장·전시하고 있다.